# Dorothy Lawrence
Pour la femme politique américaine, voir Dorothy Bell Lawrence (en).
Pour les articles homonymes, voir Lawrence.
Dorothy Lawrence, née le 4 octobre 1896 et morte le 4 octobre 1964, est une journaliste anglaise.
Elle s'est fait passer pour un homme et a revêtu un uniforme de soldat pour faire un reportage depuis la ligne de front pendant la Première Guerre mondiale. En 1915, elle se rend en France où elle réussit à obtenir un uniforme militaire et une fausse identité. À son arrivée à Albert, dans la Somme, elle trouve un soldat qui l'emmène au front. Cependant, la vie dans les tranchées affecte sa santé et, au bout de dix jours, elle révèle son sexe, craignant que si elle avait besoin de soins médicaux, sa véritable identité ne soit découverte et ceux qui l'ont aidée soient punis. Elle est arrêtée et interrogée, soupçonnée d'être une espionne ou une prostituée. Elle est ensuite renvoyée chez elle avec un accord strict de ne pas écrire sur ses expériences.
Après la guerre, Lawrence publie un mémoire, mais il est très censuré et n'a pas beaucoup de succès. Sa santé commence à décliner et elle est internée dans un établissement psychiatrique, où elle est meurt quarante ans plus tard. En 2003, son histoire est redécouverte. Son livre est réimprimé et l'Imperial War Museum inclut ses expériences dans une exposition sur les femmes en guerre. Depuis 2015, plusieurs pièces de théâtre et films ont été produits à partir de son histoire.

## Biographie
Dorothy Lawrence naît à Hendon, dans le Middlesex,, de parents inconnus. Probablement illégitime, elle est adoptée par un tuteur de l'Église d'Angleterre alors qu'elle est bébé.
Voulant devenir journaliste, elle réussit à faire publier quelques articles dans The Times et dans le Nash's Pall Mall Magazine. Lorsque la guerre commence, elle écrit à un certain nombre de journaux de Fleet Street offrant ses services en tant que correspondante de guerre. Elle pensait que ce serait le meilleur moyen de faire reconnaître ses talents, mais aucun journal n'enverrait une femme en première ligne. En fait, ils ne pouvaient pas y avoir accès, même pour les correspondants masculins expérimentés.
Voyageant en France en 1915, elle tente de rejoindre le détachement d'aide volontaire mais est rejetée. Alors qu'elle tente d'entrer dans la zone de guerre via le secteur français en tant que pigiste, elle est arrêtée par la police française à Senlis, à 3,2 km en deçà de la ligne de front et reçoit l'ordre de partir,. Elle dort la nuit sur une meule de foin dans une forêt et revient à Paris, où elle conclut que ce n'est qu'en se déguisant en homme qu'elle pourrait obtenir son histoire :
« I'll see what an ordinary English girl, without credentials or money can accomplish. »
« Je verrai ce qu'une fille anglaise ordinaire, sans diplôme ni argent peut accomplir. »

## Transformation en soldat

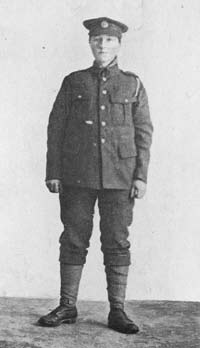
Lawrence en 1915, se faisant passer secrètement pour un soldat du BEF (British Expeditionary Force).

Dorothy Lawrence persuade deux soldats de l'armée britannique rencontrés dans un café parisien de lui faire passer en contrebande un uniforme kaki, pièce par pièce, dans leur linge ; elle appelle les dix hommes qui ont finalement partagé cet exploit ses « complices kaki »,,. Elle s'entraîne ensuite à se transformer en soldat masculin, en aplatissant sa silhouette avec un corset fait maison, en utilisant des sacs et de la laine de coton pour gonfler ses épaules et persuade deux policiers militaires écossais de lui couper les cheveux court dans un style militaire. Elle assombri son teint avec le Condy's Fluid (en), un désinfectant à base de permanganate de potassium, gratte la peau pâle de ses joues pour produire une éruption cutanée due au rasage et s'ajoute un bronzage à l'aide de cirage à chaussures. Puis elle demande à ses amis soldats de lui apprendre à manœuvrer et à marcher,.
Vêtue d'une capote militaire et sans sous-vêtements, afin que personne ne puisse découvrir ses jupons abandonnés, elle obtient de faux papiers d'identité en tant que soldat Denis Smith du 1st Bn, Leicestershire Regiment et se dirige vers les lignes de front,,.
Elle part à bicyclette pour le secteur britannique de la Somme. En route vers Albert, dans la Somme, elle rencontre Tom Dunn, mineur de charbon du Lancashire devenu sapeur de tunnel du Corps expéditionnaire britannique (British Expeditionary Force, BEF), qui lui propose de l'aider. Craignant pour la sécurité d'une femme seule parmi les soldats affamés de compagnie féminine, Dunn trouve pour Lawrence un chalet abandonné dans la forêt de Senlis afin qu'elle puisse y dormir. Pendant son séjour en première ligne, elle y retourne chaque nuit pour dormir sur un matelas humide et s'alimente de toutes les rations dont Dunn et ses collègues pouvaient se passer.
Dunn lui a trouvé un travail comme sapeur avec la 179 Tunneling Company, 51st Division, Royal Engineers, une compagnie spécialisée dans la pose de mines qui opérait à moins de 400 yards (365,76 m) de la ligne de front. Lawrence a écrit qu'elle était impliquée dans le creusement de tunnels. Mais des preuves ultérieures et de la correspondance datant d'après sa découverte par les autorités de l'armée britannique, y compris des dossiers de Sir Walter Kirke des services secrets du BEF, suggèrent qu'elle n'a pas entrepris ce travail de fouille hautement qualifié, mais qu'elle était en liberté et travaillait au sein du tranchées. L'historien Simon Jones, un expert des tunnels de la Somme, pense que Dorothy ne creusait pas réellement de tunnel sous la ligne de front, mais pense qu'il ne fait aucun doute qu'elle était dans les tranchées déguisée en homme.
En raison du stress de la situation, Lawrence développe des frissons et des rhumatismes constants, puis des évanouissements. Après dix jours de service, pour protéger les hommes qui l'avaient aidée, elle révèle être une femme et le sergent commandant la place aussitôt en état d'arrestation militaire,,.

### Retour en Angleterre
Conduite au quartier général du BEF (British Expeditionary Force) et interrogée comme espionne par un colonel, elle est déclarée prisonnière de guerre. De là, elle est emmenée à cheval à travers le pays jusqu'au quartier général de la Troisième Armée à Calais, où elle est interrogée par six généraux et une vingtaine d'autres officiers. Elle ignorait le terme « camp followers (en) » (dont l'un des sens est "prostituée") et elle rappellera plus tard « Nous avons parlé régulièrement à contre-courant. De mon côté je n'avais pas été informée de ce que signifiait le terme, et de leur côté ils continuaient d'ignorer que je restais ignorante ! Alors j'ai souvent donné l'impression de dire des mensonges ».
De Calais, elle est emmenée à Saint-Omer et interrogée plus avant. L'armée était gênée qu'une femme ait violé la sécurité et craignait que davantage de femmes assument des rôles masculins pendant la guerre si son histoire était publiée. Craignant qu'elle ne divulgue des renseignements sensibles, un juge ordonne qu'elle reste en France jusqu'après la bataille de Loos. Détenue au sein du couvent de Bon Pasteur, elle est également obligée de jurer de ne pas écrire sur ses expériences et signe une déclaration sous serment à cet effet pour éviter d'être envoyée en prison,. Renvoyée à Londres, elle traverse la Manche sur le même ferry que la militante Emmeline Pankhurst, qui lui demande de prendre la parole lors d'une réunion des suffragettes.

Une fois à Londres, elle a essayé d'écrire sur ses expériences pour The Wide World Magazine, mais a dû abandonner son premier livre sur les instructions du War Office, qui a invoqué le Defence of the Realm Act 1914 (en) pour la faire taire : 
« In making that promise I sacrificed the chance of earning by newspaper articles written on this escapade, as a girl compelled to earn her livelihood. »
« En faisant cette promesse, j'ai sacrifié la chance de gains grâce à des articles de journaux écrits sur cette escapade, comme une fille obligée de gagner sa vie. »
Les Archives nationales ont deux fiches de médailles pour Lawrence confirmant sa participation à la guerre : une montrant son grade de sapeur avec les Royal Engineers et une autre la montrant en tant qu'ouvrière dans le corps auxiliaire de l'armée de la reine Mary.

## Après la guerre
En 1919, elle s'installe à Canonbury, dans le borough londonien d'Islington, et publie un récit de ses expériences : Sapper Dorothy Lawrence : The Only English Woman Soldier,. L'ouvrage est bien reçu en Angleterre, en Amérique et en Australie, est fortement censuré par le Bureau de la Guerre (War Office) et ne devient pas le succès commercial qu'elle souhaitait.
En 1925, son comportement de plus en plus erratique est porté à l'attention des autorités. Après avoir confié à un médecin qu'elle avait été violée à l'adolescence par son tuteur d'église, M. Fitzgerald, et sans aucun contact de Mme Fitzgerald ou d'une autre famille pour s'occuper d'elle, elle a été prise en charge et plus tard jugée folle. Internée d'abord au London County Mental Hospital à Hanwell en mars 1925, elle fut ensuite internée au Colney Hatch Lunatic Asylum à Friern Barnet (en), au nord de Londres. Elle n'a apparemment reçu aucune visite,. Elle est enterrée dans une tombe de pauvre au cimetière de New Southgate,.

## Postérité
Son histoire a fait partie d'une exposition de l'Imperial War Museum sur les femmes en guerre. La conservatrice Laura Clouting a déclaré que Lawrence était incluse parce qu'elle était l'exception à la règle selon laquelle les femmes n'étaient incluses dans aucune branche de l'armée.
Plusieurs pièces de théâtre et films ont été produits sur la base de l'histoire de Dorothy Lawrence :
- The Disappearance of Dorothy Lawrence (2015), pièce de théâtre écrite par Julie McNamara et mise en scène par Paulette Randall[3] ;
- Blue Pen (2016), film de McNamara basé sur les histoires de Lawrence et d'autres femmes journalistes dont les voix ont été réduites au silence par la censure, le confinement dans les institutions et les abus[11] ;
- Over the Top : the true-life tale of Dorothy Lawrence (2016), pièce écrite et mise en scène par Lizzie Crarer, une production de la compagnie de théâtre The Heroine Project Presents, qui propose des histoires de femmes qui ont été oubliées dans l'histoire[3],[12],[13] ;
- après qu'un administrateur de l'Association historique (HA) ait vu une représentation de Over the Top, l'HA a chargé la compagnie de théâtre de créer trois courts métrages sur Lawrence à utiliser dans les discussions en classe sur la Première Guerre mondiale. Les films ont été publiés sur le site Web de l'HA en mai 2017[12].

## Sources
- Dorothy Lawrence, Sapper Dorothy Lawrence: the only English woman soldier, Late Royal Engineers 51st Division 179th Tunnelling Company BEF, London : Lane, 1919. - Disponible en ligne dans son intégralité (comprend des images supplémentaires)[10]. - Réédité en couverture rigide  (ISBN 978-0857061362) et broché  (ISBN 978-0857061355) Sapper Dorothy: the Only English Woman Soldier in the Royal Engineers 51st Division, 79th Tunnelling Co. During the First World War par Leonaur, 2010[14].